# Ingvald Undset

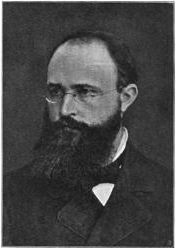
Ingvald Undset.

Ingvald Undset, född 1853, död 1893, var en norsk arkeolog.
Han var far till Sigrid Undset. Ingvald Undset, som växte upp i Trøndelag, var son till Halvor Halvorsen som antog namnet Undset i samband med att han bosatte sig i Trondheim. Ingvald Undset studerade vid universiteten i Kristiania och Köpenhamn och tog doktorsgrad som 28-åring, 1881. Detta år gifte han sig med Charlotte Gyth, bördig från Kalundborg i Danmark - de två hade förlovat sig 1876. Efter bröllopet avreste paret till Rom - en forskningsresa. Väl i Rom skall paret Undset ha träffat berömdheter som Henrik Ibsen och Franz Liszt. Ingvald Undset drabbades emellertid svårt av sjukdom (tyfoidfeber) samtidigt som Charlotte Gyth var gravid i sjätte månaden. Efter makens tillfrisknande bröt paret upp från Rom och återflyttade till Kalundborg i Danmark. Ingvald Undset företog på egen hand därefter forskningsresor till Rom och Berlin samt Grekland. I juli 1884 flyttade familjen Undset till Kristiania, som det nuvarande Oslo då hette.